# 斯波尔米诺雷
斯波尔米诺雷（義大利語：Sporminore），是意大利特伦托自治省的一个市镇。总面积17平方公里，人口729人，人口密度42.9人/平方公里（2009年）。ISTAT代码为022181。